# ROG Xbox Ally
ROG Xbox Ally（アールオージー エックスボックス エイライ、中国語：ROG XBOX掌机）は、ASUSとMicrosoftが共同開発し、ASUSがRepublic of Gamers (ROG)およびXboxブランドとしてASUSが製造する、近日発売予定の携帯型ゲーミングPC及び、第9世代携帯型ゲーム機。ASUS ROG Allyの後継機として、2025年後半に発売予定である。

## 歴史
当時「Project Kennan」というコードネームで知られ（一部メディアではROG Allyの後継機のMicrosoftブランド版と推測され、「Asus ROG Ally 2」と呼ばれていた）の画像は、2025年5月に米国連邦通信委員会（FCC）の認証プロセスの一環としてリークされた。
2025年6月8日に開催されたMicrosoftのXbox Games Showcaseで正式に発表された。発表に先立ち、Windows Centralは、Microsoftが「Project Kennan」に注力し、ゲーム機のサポートを強化するためにWindows 11を最適化したため、自社製のXbox携帯型ゲーム機の計画を中止したと報じた。このデバイスのマーケティングでは『Hollow Knight: Silksong』が大きく取り上げられており、発売時にはこのゲームがデバイス上でプレイできる予定である。

## ハードウェア
ROG Xbox Allyは2つのモデルで発売され、両モデルともAMD Ryzen Z2 APUを搭載する。ローエンドのAllyはRyzen Z2 A（Zen 2マイクロアーキテクチャに基づくクアッドコアプロセッサ、RDNA 2グラフィックコア8基搭載）を搭載し、Ally XはRyzen AI Z2 Extreme（Zen 5マイクロアーキテクチャに基づくヘキサコアプロセッサ、RDNA 3.5グラフィックコア16基搭載、ニューラルプロセッシングユニット搭載）を搭載する。 2つのモデルはそれぞれ16GBと24GBのLPDDR5X RAMを搭載し、内蔵ストレージはそれぞれ512GBと1TBである。両モデルとも、7インチ, 120Hz, 1080p, 可変リフレッシュレートのIPS LCDディスプレイを搭載する。OLEDの採用も検討されたが、可変リフレッシュレートとの組み合わせによる消費電力の懸念から採用は見送られた。
初期状態ではWindows 11を搭載して出荷される。デフォルトで完全なWindowsシェルをロードせずに、直接システムをXboxアプリで起動する新しいモードをサポートする初めてのWindowsデバイスとなる。このモードでは、リソースと電力消費を抑えながら携帯ゲーム機のような体験が提供され、Microsoftは最大2GBのメモリを節約し、アイドル時の電力消費を3分の2削減できると述べている。このモードは、発売時にはASUS ROGのデバイスに期間限定で提供され、2026年には他のWindowsをベースとした携帯ゲーミングPCでも利用できるようになる。 WindowsのUIでは、ゲームバーから利用できる追加のシステム設定、ロック画面でのコントローラーのサポート、新しいタスクスイッチャーのデザインなど、ゲームコントローラーでのナビゲーションを改善するための追加機能も搭載される。